# Kaliese Carter
Kaliese Carter (née Spencer le 6 mai 1987 dans la paroisse de Westmoreland) est une athlète jamaïcaine spécialiste du 400 mètres haies.

## Biographie
Elle débute sur 400 et 800 m, avant que son entraîneur, Stephen Francis, la forme au 400 mètres haies. Elle fait ses débuts sur la scène internationale à l'occasion des championnats du monde juniors de 2006, à Pékin, où elle s'impose sur 400 m haies dans le temps de 55 s 11. Éliminée en demi-finale des mondiaux 2007, elle se blesse durant la saison 2008, et doit déclarer forfait pour les sélections olympiques jamaïcaines.  
Kaliese Spencer se classe quatrième des championnats du monde 2009, à Berlin, en améliorant son record personnel en 53 s 56. Elle participe également à l'épreuve du relais 4 × 400 mètres et permet à son équipe d'accéder à la finale. En fin de saison 2009, elle se classe deuxième de la finale mondiale de l'IAAF, à Thessalonique, derrière sa compatriote Melaine Walker.
En 2010, elle remporte la première édition de la Ligue de diamant, en s'imposant à Gateshead, Monaco, Londres, et lors de la finale à Zurich où elle porte son record personnel à 53 s 33.

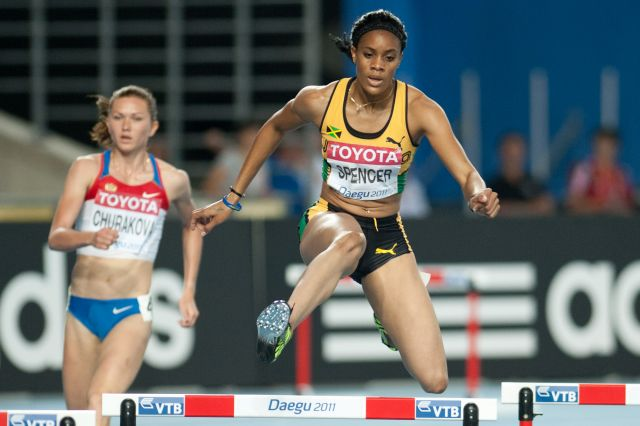
Kaliese Spencer lors des championnats du monde 2011.

Vainqueur du meeting de Shanghai en mai 2011, elle conserve son titre de la Ligue de diamant en remportant le DN Galan de Stockholm, le London Grand Prix où elle descend pour la première fois de sa carrière sous les 53 secondes (52 s 79), et enfin le meeting de Zurich où elle s'impose en 53 s 36. Lors des championnats du monde 2011, à Daegu, elle termine une nouvelle fois au pied du podium du 400 m haies.
Elle s'illustre de nouveau en 2012 lors du circuit de la Ligue de diamant en remportant les meetings de Rome, Lausanne, Birmingham et Bruxelles, terminant pour la troisième fois consécutive première du classement général final. Elle participe aux Jeux olympiques de 2012, à Londres, et se classe quatrième de la finale du 400 m haies en signant sa meilleure performance de la saison en 53 s 66. Mais en 2022, la Russe Natalya Antyukh, initialement vainqueur de l'épreuve, est déchue de sa médaille d'or pour dopage par l'Unité d'intégrité de l'athlétisme (UIA). La Jamaïcaine récupère par conséquent la médaille de bronze.  
Aux championnats du monde 2013 de Moscou, elle est disqualifiée dès les séries après avoir mordu un couloir voisin. 
En début de saison 2014, lors des championnats du monde en salle de Sopot en Pologne, Kaliese Spencer se classe deuxième du 400 m, derrière l'Américaine Francena McCorory, en portant son record personnel à 51 s 54. Membre du relais 4 × 400 m jamaïcain, elle décroche une nouvelle médaille d'argent en compagnie de Patricia Hall, Anneisha McLaughlin et Stephenie McPherson, établissant un nouveau record national en 3 min 26 s 54. Lors de la première édition des relais mondiaux, à Nassau, elle termine deuxième du relais 4 × 400 m, aux côtés de Novlene Williams-Mills, Anastasia Le-Roy et Shericka Jackson. Elle participe début août 2014 aux Jeux du Commonwealth de Glasgow et y remporte la médaille d'or du 400 m haies en 54 s 10, en devançant l'Écossaise Eilidh Child et sa compatriote jamaïcaine Janieve Russell. Elle décroche son quatrième succès en Ligue de diamant après 2010, 2011 et 2012, en s'imposant lors de six des sept meetings au programme, et notamment lors de la finale à Bruxelles,. Sélectionnée dans l'équipe des Amériques lors de la deuxième édition de la coupe continentale, à Marrakech, elle remporte l'épreuve du 400 m haies en 53 s 81.
En 2015, elle établit son meilleur temps de la saison lors des Bislett Games d'Oslo en 54 s 15. Qualifiée pour la finale des Championnats du monde de Pékin, elle termine huitième de la finale en 55 s 78, loin derrière la Tchèque Zuzana Hejnová (53 s 50). En fin d'année, elle se classe deuxième du classement général de la Ligue de diamant derrière Hejnová. Le 15 mai 2016, Spencer remporte le meeting de Baie-Mahault en 55 s 34.

### Suspicion de dopage (2017)
En mars 2017, elle est accusée d'avoir enfreint les articles 2 et 3 des règles antidopage, soit de s'évader, refuser ou d'échouer à un test antidopage. Elle met en justice la WADA et son cas sera entendu le 15 mai suivant. Elle est discréditée de toute charge le 13 juin.

## Palmarès
| Date | Compétition                    | Lieu             | Résultat | Épreuve     | Temps         |
| ---- | ------------------------------ | ---------------- | -------- | ----------- | ------------- |
| 2006 | Championnats du monde juniors  | Pékin            | 1re      | 400 m haies | 55 s 11       |
| 2006 | Championnats du monde juniors  | Pékin            | 3e       | 4 x 400 m   | 3 min 31 s 62 |
| 2009 | Championnats du monde          | Berlin           | 4e       | 400 m haies | 53 s 56       |
| 2009 | Championnats du monde          | Berlin           | 2e       | 4 x 400 m   | séries        |
| 2009 | Finale mondiale                | Thessalonique    | 2e       | 400 m haies | 53 s 99       |
| 2010 | Ligue de diamant               | Ligue de diamant | 1re      | 400 m haies | détails       |
| 2011 | Championnats du monde          | Daegu            | 4e       | 400 m haies | 54 s 01       |
| 2011 | Ligue de diamant               | Ligue de diamant | 1re      | 400 m haies | détails       |
| 2012 | Jeux olympiques                | Londres          | 3e       | 400 m haies | 53 s 66       |
| 2012 | Ligue de diamant               | Ligue de diamant | 1re      | 400 m haies | détails       |
| 2014 | Championnats du monde en salle | Sopot            | 2e       | 400 m       | 51 s 54       |
| 2014 | Championnats du monde en salle | Sopot            | 2e       | 4 × 400 m   | 3 min 26 s 54 |
| 2014 | Relais mondiaux de l'IAAF      | Nassau           | 2e       | 4 × 400 m   | 3 min 23 s 26 |
| 2014 | Jeux du Commonwealth           | Glasgow          | 1re      | 400 m haies | 54 s 10       |
| 2014 | Ligue de diamant               | Ligue de diamant | 1re      | 400 m haies | détails       |
| 2014 | Coupe continentale             | Marrakech        | 1re      | 400 m haies | 53 s 81       |
| 2015 | Championnats du monde          | Pékin            | 8e       | 400 m haies | 55 s 47       |
| 2015 | Ligue de diamant               | Ligue de diamant | 2e       | 400 m haies | détails       |

## Records
| Épreuve     | Performance | Lieu    | Date             |
| ----------- | ----------- | ------- | ---------------- |
| 400 m       | 50 s 19     | Rieti   | 8 septembre 2013 |
| 400 m haies | 52 s 79     | Londres | 5 août 2011      |